# آگوستو ریدمیکر
آگوستو ریدمیکر (به پرتغالی: Augusto Hamann Rademaker Grünewald; زاده ۱۱ مهٔ ۱۹۰۵ – درگذشته ۱۸ سپتامبر ۱۹۸۵) سیاستمدار و نظامی اهل برزیل بود. وی همچنین برندهٔ نشانی همچون فرقه آویز شده‌است.